# Xã Helgeland, Quận Polk, Minnesota
Xã Helgeland (tiếng Anh: Helgeland Township) là một xã thuộc quận Polk, tiểu bang Minnesota, Hoa Kỳ. Năm 2010, dân số của xã này là 54 người.